# Милутинович, Добрица
Добрица Милутинович (серб. Добрица Милутиновић; 11 сентября 1880, Ниш — 18 ноября 1956, Белград) — сербский и югославский актёр и театральный деятель.

## Биография
Один из самых талантливых и любимых сербских актёров, впервые выступил на сцене в 1898 в театре «Сингелич» (г. Ниш). С 1899 года до своей смерти играл на сцене Национального театра в Белграде. В 1900 учился в Мюнхене у югославского шекспироведа Й. Савичу.
Его актёрский талант раскрылся в полной мере в период между двумя мировыми войнами.
Обладая редким художественным темпераментом, внешним видом и голосом, сыграл целый ряд героических и романтических ролей театральной классики, которые принесли ему большую популярность. Был одним из крупнейших югославских трагиков. Создал значительные образы в пьесах Шекспира.
Среди ролей в театре: Ромео, Дон Карлос, Король Лир, Отелло, Максим Прноевич (о. п. Костича), Дженнаро («Лукреция Борджа» Гюго), Протасов («Живой труп»), Сид, царь Душан («Найдёныш» Нушича), Митке («Коштана» Станковича), Уриель Акоста (о. п. Гуцкова), Хайдук Велько и др.
Выступал также как артист оперетты. Партии: Анри («Корневильские колокола» Планкета), Ахилл («Прекрасная Елена» Оффенбаха), Реджеп («На рассвете») и др.
Снимался в кино. Сыграл в фильмах «Карагеоргий» («Karagjorgje», 1911) и «Живеће овај народ» (1947).

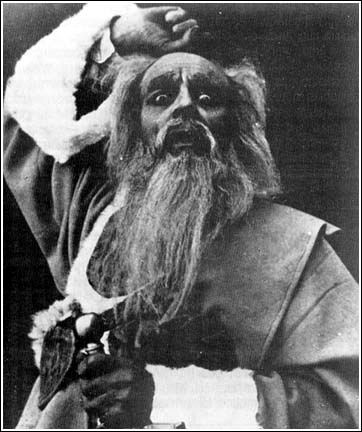
Д. Милутинович в роли короля Лира. Национальный театр в Белграде. 1924 г

.

## Память
- В честь актёра в 1974 году был назван Театр «Добрица Милутинович» в г. Сремска-Митровица.
- В 1937 году по случаю 40-летия, театральная общественность наградила Милутиновича перстнем. С 1980 года копия перстня, вручается, как престижная награда за жизненные творческие достижения сербским актёрам и носит название «Кольца Добрицы».